# Tinne (Einheit)
Tinne war ein Schweizer Volumenmaß für Wein und galt im Fürstbistum Basel.
Das als Tragmaß bezeichnete Tragegefäß blieb nach der Einführung 1877 der metrischen Masse, besonders des Liters, ohne Maßfunktion nur noch ein Gefäß. Tinne war dem Setier oder Eimer, beziehungsweise der Brente in der Westschweiz, ähnlich. Es war ein ungenaues Maß.
- 1 Tinne = 24 bis 27 Pots/Mass = 40 bis 57 Liter